# Багдасарян, Семён Карапетович
Семён (Симо́н) Карапе́тович Багдасаря́н (5 октября 1913 — 4 марта 1993) — советский офицер, участник Великой Отечественной войны, Герой Советского Союза.

## Биография
Родился Семён Багдасарян 5 октября (22 сентября по старому стилю) 1913 года в селе Дираклар в семье крестьянина. Окончил с отличием среднюю школу.
В 1935 год у был призван на срочную службу в ряды Красной Армии, из которых был уволен в запас в 1938 году. После увольнения сдаёт экзамены и поступает на курсы Ереванского Педагогического Института, которые блестяще заканчивает в 1939 году, после устраивается на работу и работает в должности начальника снабжения на одном из заводов Еревана.
В 1942 году в связи со всеобщей мобилизацией, вызванной началом Великой Отечественной войны, Семён Багдасарян повторно призывается в Красную Армию.
С ноября 1943 года на полях сражений Великой Отечественной войны в звании лейтенанта и должности командира взвода 4-й стрелковой роты 400-го стрелкового полка 89-й стрелковой дивизии Приморской армии 4-го Украинского фронта.Прошёл путь от Кавказа до Берлина в составе дивизии освободил более 900 населённых пунктов, особо отличился во время Крымской операции за что позже был приставлен к высшей награде Советского Союза.
В мае 1944 года во время наступления советских войск лейтенант Багдасарян командовал штурмовой группой которой поручено было взять высоту Горная — важнейшего узла сопротивления на подступах к Севастополю.
9 мая 1944 года группа гранатами уничтожила гарнизоны трёх дзотов, прикрывавших подходы к доту врага. Подкравшись к доту с тыла, группа ворвалась внутрь и в рукопашной схватке уничтожила вражеский гарнизон. После того, как погиб командир роты капитан Зурочка, Багдасарян взял командование на себя. Поднял роту в атаку и первым ворвался на одну из высот, водрузил там красный флаг. Воодушевлённые примером мужества и геройства штурмовой группы лейтенанта Багдасаряна перешли в наступление соседние подразделения полка. Этим самым была прорвана 2-я сильно укреплённая линия обороны немцев на подступах к городу Севастополь.
Указом Президиума Верховного Совета СССР от 24 марта 1945 года за мужество, отвагу и героизм, проявленные в борьбе с немецко-фашистскими захватчиками, лейтенанту Багдасаряну Семёну Карапетовичу присвоено звание Героя Советского Союза с вручением ордена Ленина и медали «Золотая Звезда» (№ 6499).
После окончания Великой Отечественной войны продолжал службы в рядах Красной Армии из которых в звании капитана в 1947 году увольняется в запас. Скончался Семён Карапетович Багдасарян 4 марта 1993 года в городе Ереван.

## Награды
- Медаль «Золотая Звезда» Героя Советского Союза[3]
- Орден Ленина[4]
- Два[4]ордена Красной Звезды
- Орден Отечественной войны I степени[4]
- Медали, в том числе:
  - Медаль «За победу над Германией в Великой Отечественной войне 1941—1945 гг.»
  - Юбилейная медаль «Двадцать лет Победы в Великой Отечественной войне 1941—1945 гг.»
  - Юбилейная медаль «Тридцать лет Победы в Великой Отечественной войне 1941—1945 гг.»
  - Юбилейная медаль «Сорок лет Победы в Великой Отечественной войне 1941—1945 гг.»